# Karl Larson
Karl Bertil Larson, född 16 september 1991 i Stockholm, är en svensk före detta fotbollsspelare som spelade för IK Sirius.

## Karriär
Karl Larson lämnade sin moderklubb IF Brommapojkarna för IK Sirius FK inför säsongen 2012. I oktober 2020 förlängde han sitt kontrakt med Sirius fram över säsongen 2023.
Karl Larson tilldelades utmärkelsen "Årets Kjelledine" av Sirius supporterklubb Västra Sidan för sina insatser under säsongen 2014.
I oktober 2022 meddelade Larson att han skulle sluta i Sirius efter 11 säsonger. IK Sirius meddelade samtidigt att för att hedra honom skulle ingen spelare i Sirius bära tröjnummer 3, Larsons nummer, under den nästkommande säsongen.
Karl Larson representerade IK Sirius i tre divisioner, Division 1 (2012-2013), Superettan (2014-2016) och Allsvenskan (2017-2022).